# Object file format
Object File Format (bestandsextensie .off) is een bestandsformaat dat ontworpen werd voor het opslaan van 3D-informatie van een uit veelhoeken geconstrueerd veelvlak.

## Opbouw
- eerste regel: aantal punten, aantal vlakken, aantal lijnen
- puntenlijst: x-, y- en z-coördinaten
- vlakkenlijst: aantal punten, gevolgd door de rangnummers van de samenstellende punten

## Voorbeeld
```
OFF
#  cube.off
#  A cube

8 6 12
 1.0   0.0   1.0
 0.0   1.0   1.0
-1.0   0.0   1.0
 0.0  -1.0   1.0
 1.0   0.0  -1.0
 0.0   1.0  -1.0
-1.0   0.0  -1.0
 0.0  -1.0  -1.0
 4  0 1 2 3  
 4  7 4 0 3  
 4  4 5 1 0  
 4  5 6 2 1  
 4  3 2 6 7  
 4  6 5 4 7
```